# 山本力弥
山本 力弥（やまもと りきや）は、日本の実業家、AI技術者、起業家である。ソフトバンクロボティクスでのロボット事業、AI関連事業の推進、および一般社団法人ビジネスAI推進機構（BAAO）の設立で知られている。  

## 経歴
慶應義塾大学理工学部管理工学科の論文にてデータ解析コンペティション学生部門優秀賞を受賞し卒業、 アクセンチュア株式会社でサプライチェーン専門のコンサルタントとして活動した。製造業・通信業等のクライアントに対し、ビジネスプロセス改革、物流改革、事業計画立案などのプロジェクトに参画し、数億円規模の利益に貢献した。

### キャリア
ソフトバンクロボティクス
ソフトバンクロボティクス株式会社では、人型ロボット「Pepper」の事業立ち上げに従事した。主な業績として：
- プロ野球球団と協業し、世界初のプロスポーツロボット応援団を結成[5]
- ギネス世界記録の登録[6]
- Humanoidビジネス事業部長として介護・教育・集約・家庭分野での事業展開[4]
- 独自のフローチャート型AIを搭載したChatBotの開発 [7]

## AI推進活動
持続可能な未来を目指し、一般社団法人ビジネスAI推進機構（BAAO）を設立。書籍『はじめてでも失敗しない生成AI導入』を出版し、Amazonベストセラー1位を獲得した。
経産省のAI原則実践のためのガバナンス・ガイドラインのコンサルテーションに参加しAI原則実践のための ガバナンス・ガイドライン策定に携わり、AI技術の民主化を推進し、以下の活動に取り組んでいる：
- 情報発信・教育支援
- 産業・事業支援
- 倫理ガバナンスと標準化 [8]